# Acanthe à feuilles molles
 (juin 2018).
Si vous disposez d'ouvrages ou d'articles de référence ou si vous connaissez des sites web de qualité traitant du thème abordé ici, merci de compléter l'article en donnant les références utiles à sa vérifiabilité et en les liant à la section « Notes et références ».
Espèce
Classification APG III (2009)
L'Acanthe à feuilles molles, Acanthe molle ou Acanthe à feuilles larges (Acanthus mollis) est une espèce de plantes à fleurs de la famille des Acanthacées originaire du sud de l'Europe et de l'Afrique du Nord.
Ses feuilles servaient de motif architectural, par exemple sur les chapiteaux corinthiens. C'est une espèce très fréquente sur le pourtour méditerranéen.

## Description

### Appareil végétatif
L'acanthe molle est une plante de 30 à 80 cm de hauteur, mais pouvant atteindre 1,50 m, inflorescence comprise. Ses nombreuses feuilles basales possèdent un long pétiole, l'ensemble pouvant atteindre près d'un mètre. Elles sont grandes (30 à 60 cm de long), opposées, d'un vert profond, luisantes, molles au toucher. Ces feuilles sont grandes, divisées en plusieurs lobes dentés mais non épineux (contrairement à Acanthus spinosus).

### Appareil reproducteur
La floraison survient, chez cette espèce, entre mai et août. L'inflorescence est un long épi cylindrique, en fait une cyme unipare hélicoïde de 30 à 40 cm, portant de nombreuses fleurs bisexuées.
Chaque fleur est entourée par trois bractées, la bractée centrale étant découpée et épineuse et de plus grande taille que les deux autres. Le calice présente deux lèvres, dont la supérieure, assez longue et formant une sorte de casque au-dessus de la corolle, est souvent teintée de violet sur le dessus. La corolle se réduit à une lèvre inférieure blanche, veinée de rose pourpre, à trois lobes pendants ; la fleur peut atteindre 5 cm de long. Les 4 étamines sont soudées à la corolle et ressemblent à de minuscules brosses à habit. L'ovaire est supère, il contient deux carpelles.
La pollinisation est entomogame. La fleur est constituée de telle façon que seuls les abeilles ou bourdons assez gros pour forcer le passage entre le sépale supérieur et la lèvre inférieure peuvent atteindre le nectar au fond du tube.
Le fruit est une capsule loculicide de forme ovoïde contenant deux à quatre grosses graines noires à maturité. Le mode de dissémination des graines est l'autochorie.

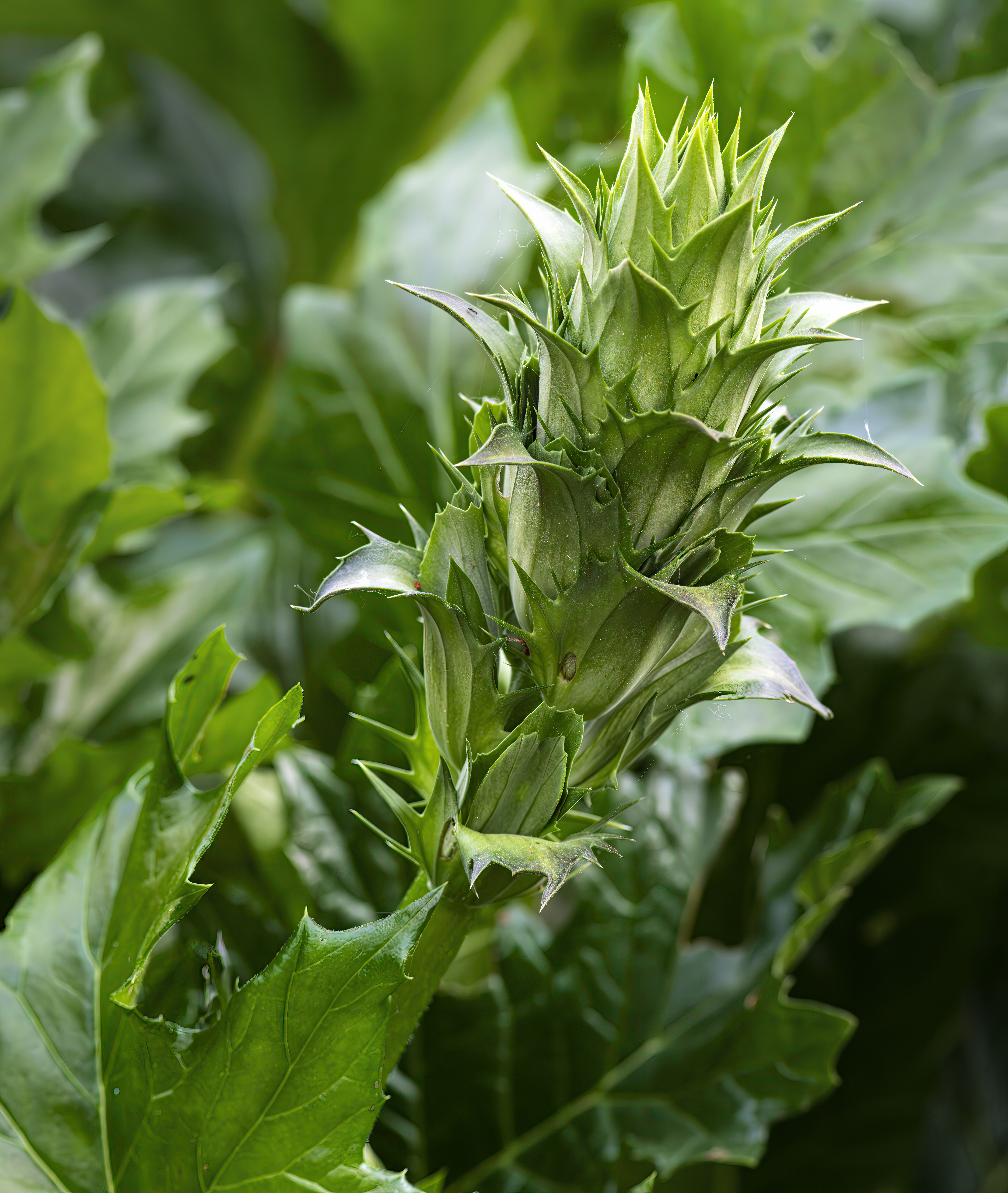
Bourgeon.
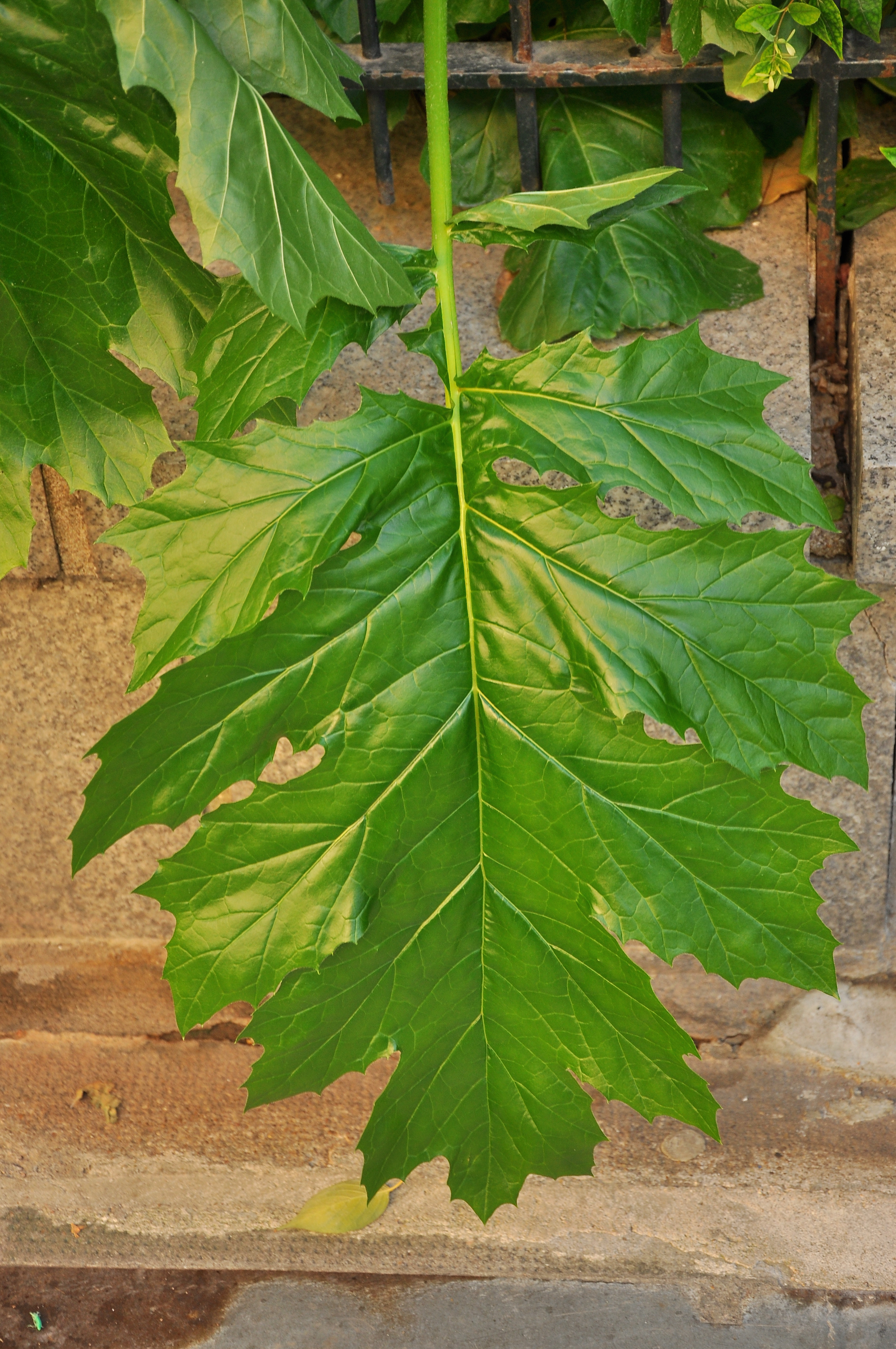
La feuille.
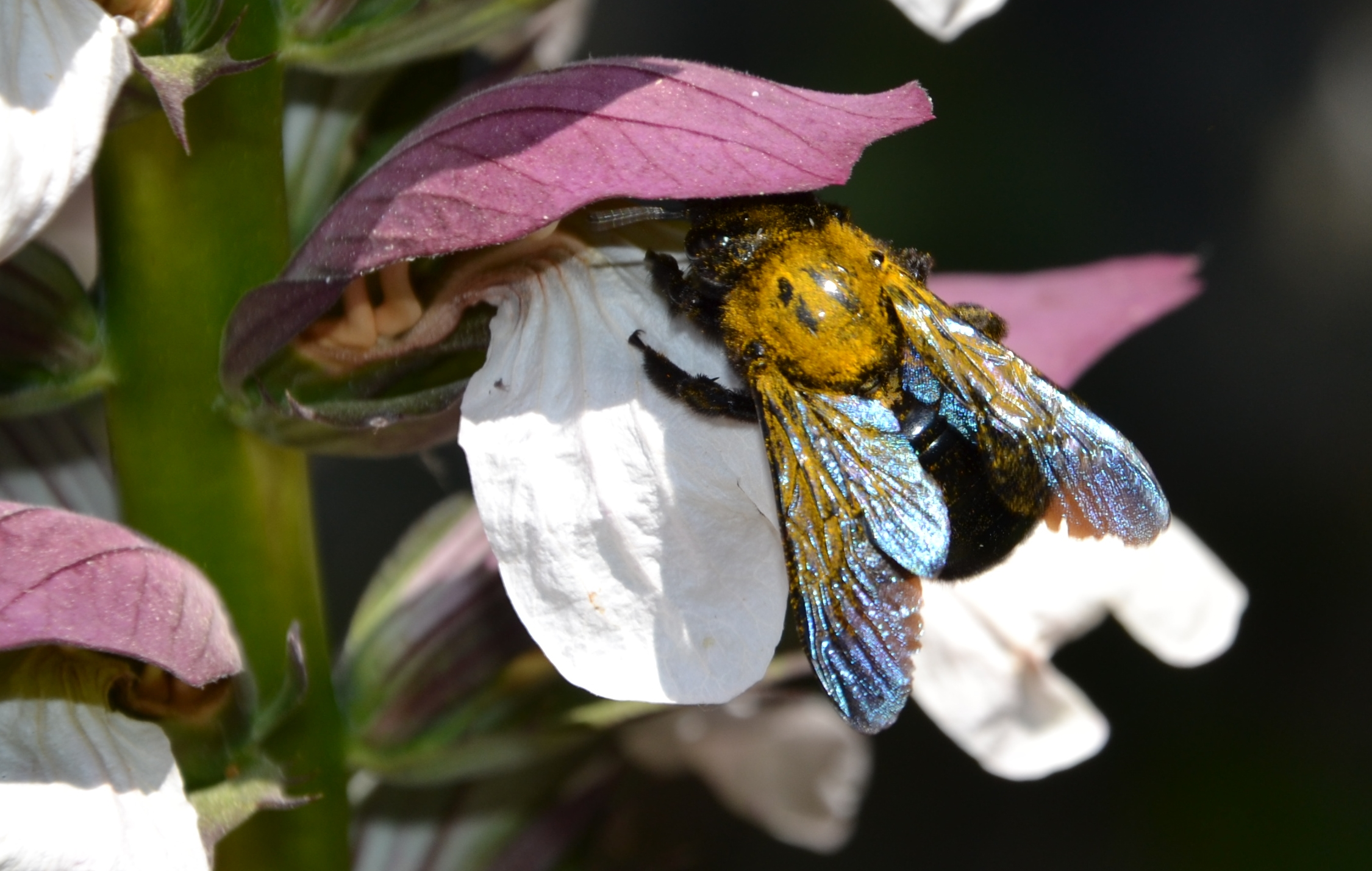
Xylocope violet (Xylocopa violacea), butinant une fleur.
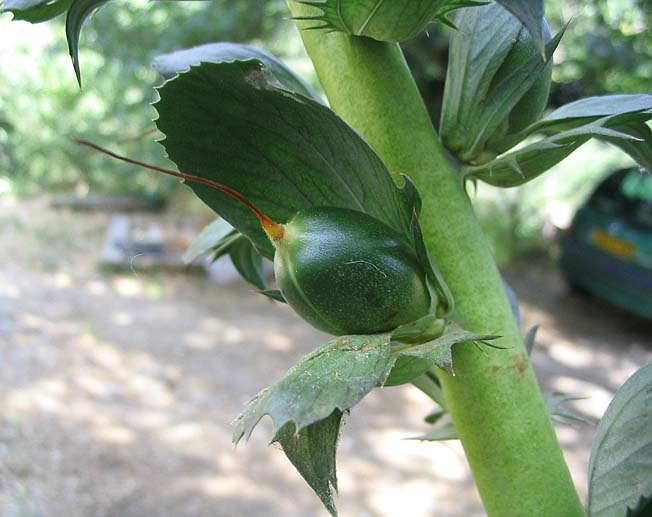
Fruit
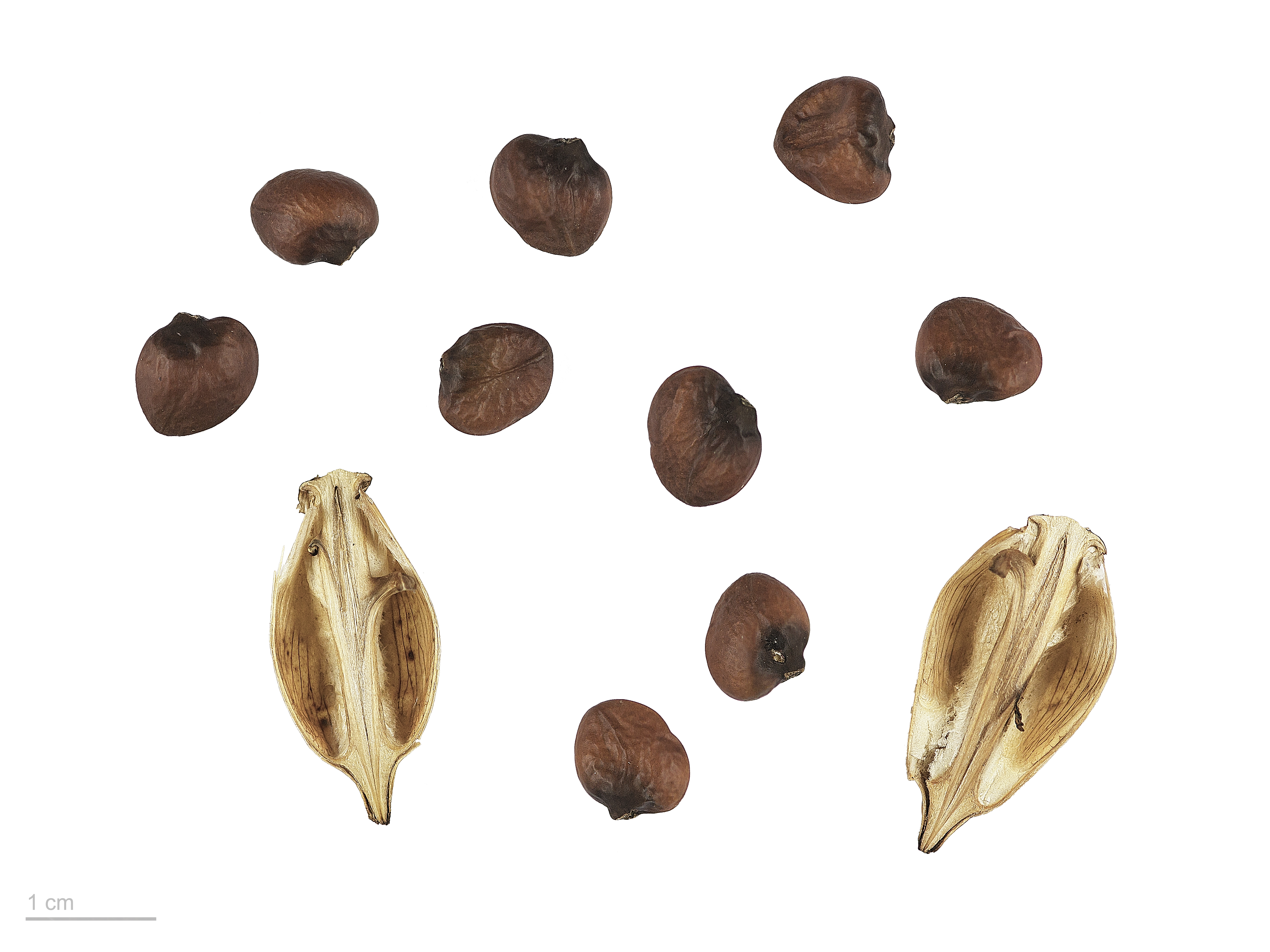
Acanthus mollis au Muséum de Toulouse.

## Habitat et répartition
Cette plante méditerranéenne se trouve en Europe méridionale et en Afrique du Nord.
Son habitat type est les friches mésoxérophiles, subméditerranéennes. Souvent plantée, l'acanthe molle est aussi assez fréquente à l'état sauvage, au bord des chemins et sur les terres incultes, surtout dans les lieux rocailleux et broussailleux. Elle ne dépasse généralement pas 300 m d'altitude.
L'Acanthe à feuilles molles sauvage est considérée comme caractéristique des sous-bois des forêts d'Ormes riveraines et méditerranéennes (association Acantho mollis-Ulmetum minoris).
Cette plante est aussi capable de se reproduire de façon asexuée grâce à des drageons issus de sa souche portant des bourgeons souterrains.

### Plante invasive
Acanthus mollis est généralement propagé à partir de tubercules ayant tendance à former de gros amas localisés qui peuvent survivre pendant plusieurs décennies. Cependant son introduction en jardin est assez risquée en raison de son caractère invasif. (De nouvelles plantes sont facilement produites par dissémination des graines et par multiplication végétative de fragments de racine). En outre la plante est sensible à l'oïdium et aux attaques d'escargots et limaces.

## L'Acanthe molle et l'homme

### Pharmacopée
- Composant chimique
  - Mucilage, tanin, glucose, substances pectiques
- Parties utilisées : feuille, racine
- Utilisation : infusion, trituration, extrait liquide, cataplasme
- Propriétés : émollient, astringent, vulnéraire, détersif

Historiquement, l'Acanthe est citée par Dioscoride (Ier siècle) comme diurétique et antidysentérique. Il la recommande contre la consomption et contre les brûlures, les luxations et les fractures. Galien quant à lui préconise principalement la racine. Leonhart Fuchs (XVIe siècle) pensait qu'elle pouvait prévenir la phtisie.
L'Acanthe est mucilagineuse, émolliente et vulnéraire dans toutes ses parties, particulièrement dans sa racine et ses feuilles.
La plante contient des quantités appréciables de mucilage et de tanin. Les feuilles broyées ont été utilisées comme cataplasme pour soulager les brûlures.
Les feuilles fraîches s'emploient telles quelles en cataplasme et en fomentations. On peut en préparer des bains contre les irritations de la peau, les dartres, etc.; des lavements contre les irritations de l'intestin, les hémorroïdes, les inflammation de la vessie.
En Italie, on utilise les feuilles pour soigner les morsures de tarentules.

### Aspects culturels
La feuille d'acanthe stylisée est un ornement de l'architecture classique, Ce motif se retrouve sur la Colonne aux acanthes (ou Danseuses de Delphes).